# Silhouettia silhouettae
Silhouettia silhouettae (лат.) — вид брюхоногих моллюсков, единственный в составе рода Silhouettia из семейства Streptaxidae (Orthogibbinae, Eupulmonata). Эндемик острова Силуэт из группы Сейшельских островов. Раковина очень мелкая, длиной около 5 мм. Включён в Красный список IUCN Red List 2009 года.

## Описание
Раковина высотой 3,8—5,5 мм (диаметр 6,2—6,6 мм). Раковина вдавленная, линзовидная, блестящая, из 8—8,5 отчетливо выпуклых витков. Последний виток несколько отогнут выше средней линии. Цвет белый. Эмбриональные витки гладкие, более поздние витки с регулярными радиальными ребрами, выходящими на базальную поверхность и в умбликус. Ребра на последнем венчике обычные, широко расставленные. Апертура широкая, квадратная, угловатая, беззубая, с четко рефлексированными, слегка утолщенными краями. Умбиликус открытый, глубокий, сравнительно узкий. Вид был впервые описан в 1898 году под названием Streptaxis (Imperturbatia) constans var. Silhouettae Martens, 1898. Типовой материал обнаружен на Сейшельских островах. Входит в состав рода Silhouettia Gerlach & van Bruggen, 1999 из подсемейства Orthogibbinae (Streptaxidae, Eupulmonata).